# Форум Сарајево
Радна организација „Форум Сарајево” је друштвено кинематографско предузеће за дистрибуцију филмова покренуто почетком ’80-их година.
Оснивач је Мирза Пашић (1930—2006).
У почетку су се бавили дистрибуцијом да би средином ’80-их прешли на продукцију играног филма.
Њихови филмови су освајали доста награда у иностранству а довољно је споменути филмове Емира Кустурице Отац на службеном путу и Дом за вјешање који су освојили Сребрну и Златну палму у Кану а које продуцирала продукција Форум.
Са Форумом су још сарађивали аутори као што су: Никола Стојановић, Златко Лаванић, Мирза Идризовић, Ратко Орозовић, Бењамин Филиповић...

## Продукција играних филмова
| Год.   | Назив                         | Улога |
| ------ | ----------------------------- | ----- |
| 1980-е |                               |       |
| 1981.  | Берлин капут                  |       |
| 1981.  | Лаф у срцу                    |       |
| 1985.  | Отац на службеном путу        |       |
| 1985.  | Ада                           |       |
| 1986.  | Лијепе жене пролазе кроз град |       |
| 1986.  | Од злата јабука               |       |
| 1987.  | Живот радника                 |       |
| 1987.  | Стратегија швраке             |       |
| 1988.  | Азра                          |       |
| 1989.  | Дом за вешање                 |       |
| 1989.  | Шведски аранжман              |       |
| 1990-е |                               |       |
| 1990.  | Глуви барут                   |       |
| 1991.  | Мој брат Алекса               |       |
| 1991.  | Празник у Сарајеву            |       |
| 1991.  | Брачна путовања               |       |
| 2000-е |                               |       |
| 2003.  | Римејк                        |       |